# 風之刀
《風之刀》（英語：The Revelation of the Last Hero；又名《武林啟示錄之風之刀》）是香港電視廣播有限公司古裝武俠劇集，全劇共30集，監製莊偉建。此劇於2009年12月19日起在無綫收費電視經典台《我們的…郭富城》系列節目每周六至日連續播映四集，2012年12月17日在TVB星河頻道及2017年9月27日在TVB經典台重播。

## 故事大綱
武林兩大高手司馬縱橫與洪震決鬥，橫打敗震，廢其武功，將他送往無我島教化，皇極神算姚康節算出橫必會稱霸，但禍害武林，橫恐他洩密，要殺他滅口，節抱其女平逃至其船上，與震同被送往無我島，途中遇風暴沉船，橫以為眾人已死而安心，實則眾人已逃往一孤島。
十年後，平長大，回中原向橫報仇，四處散播預言圖，令橫憂心，橫下令捕散謠者，市井小子駱風無事被牽連，為要保命，風投靠紅袍俠使者兀術，因而被方靖、司馬秋惜夫婦誤為歹人加以追殺，橫為從風口中查出真相，安排他到山莊內接受感化。
節另有一子力行，由朱皇撫養成人，行天生魔性，為名利權利、漸入魔道。而風則有連番奇遇，武功大進，且與平、赫連勃勃及淩湘展出一段多角戀，勃父蒙遜則愛上湘母，後湘因得不到風愛，與行同流合污，禍害武林；風、平、勃則要聯手對抗行、湘，展開連場惡鬥。

## 演員表

### 賢德山莊/天下第一莊
| 演員   | 角色     | 暱稱/關係 |
| 劉 江  | 司馬縱橫 | 賢德山莊莊主 司馬秋惜、司馬煜光、司馬煜文之父 於29集惡貫滿盈被駱風和姚力行殺死                                             |
| 劉秀萍 | 司馬秋惜 | 賢德山莊大小姐 司馬縱橫之女 方靖之妻 於26集被司馬縱橫殺死                                                                  |
| 戴誌衛 | 方 靖    | 靖哥 賢德山莊女婿 司馬秋惜之夫 被姚力行改造成鐵頭人 於26集被司馬縱橫殺死                                                   |
| 李成昌 | 司馬煜光 | 司馬縱橫長子 盛佩如之未婚夫 於第4集病死                                                                                    |
| 郭政鴻 | 司馬煜文 | 司馬縱橫次子 追求赫連勃勃 盛佩如之鍾情對象 於27集遁入空門                                                                  |
| 朱鐵和 | 盛貫天   | 賢德山莊教頭 盛佩如之父 駱風之師 於第9集被司馬縱橫用幽冥神功殺死                                                           |
| 姚正箐 | 盛佩如   | 盛貫天之女 司馬煜光之未婚妻、鍾情於司馬煜文 六藝居殺手 於27集被司馬縱橫殺死                                                |
| 梁欽棋 | 敖一海   | 賢德山莊主管 於第8集混入天道正教臥底當內奸 於13集被司馬縱橫與赫連蒙遜殺死                                                  |
| 郭富城 | 駱風     | 阿風、清風 萬卷書員工、賢德弟子 盛貫天之徒 前後鍾情於凌湘、姚子平 赫連勃勃之單戀對象 姚力行之好友後反敵 於第30集消滅姚力行 |
| 林文龍 | 姚力行   | 魔星托世 賢德山莊主管 天下第一莊莊主 姚康節之子 朱皇之養子 姚子平之兄 追求凌湘，後為其夫 於第30集死於駱風劍下              |
| 蔡少芬 | 凌 湘    | 明月 天下第一莊夫人 鍾情於駱風 姚子平、赫連勃勃之情敵 姚力行之追求對象，後為其妻 參見六藝居                                |
| 邵卓堯 | 賢德弟子 | 賢德山庄弟子 |
| 戴少民 | 賢德弟子 | 賢德山庄弟子 |
| 游 飈  | 賢德弟子 | 賢德山庄弟子 |

### 天道正教
| 演員   | 角色     | 暱稱/關係 |
| 梁家仁 | 赫連蒙遜 | 天道正教教主 赫連勃勃之父 幫助駱風 結局與凌仙退隱江湖隱居                                                              |
| 袁潔瑩 | 赫連勃勃 | 勃勃、小魔女 天道正教“圣女” 赫連蒙遜之女 單戀駱風 姚子平及凌湘之情敵 司馬煜文之追求對象 結局與跟駱風同樣的聶雲成為一對 |
| 張鴻昌 | 兀 朮    | 天道正教紅袍俠使者 赫連勃勃之隨從 於24集被司馬縱橫殺死                                                                 |
| 梁钦棋 | 敖一海   | 天道正教奸細 參見賢德山莊                                                                                              |
| 麥嘉倫 | 天教弟子 | 天道正教弟子 |
| 鄭君寧 | 天教弟子 | 天道正教弟子 |

### 六藝居/南宮世家
| 演員   | 角色   | 暱稱/關係 |
| 陳曼娜 | 凌 仙  | 六藝居教主 凌湘之母 南宮世家夫人 曾被朱皇侮辱 結局與赫連蒙遜退隱江湖                                              |
| 蔡少芬 | 凌 湘  | 湘湘、明月 六藝居名妓 天下第一莊夫人 凌仙、朱皇之私生女 姚力行之妻 鍾情於駱風 赫連勃勃、姚子平之死敵 於第30集自殺 |
| 姚正菁 | 盛佩如 | 六藝居殺手 參見賢德山莊                                                                                           |
| 林文森 | 鈴 兒  | 六藝居艷奴及殺手                                                                                                  |
| 莊慧思 | 花 奴  | 六藝居艷奴及殺手                                                                                                  |
| 馮曉文 | 花 奴  | 六藝居艷奴及殺手                                                                                                  |
| 鄭 莊  | 花 奴  | 六藝居艷奴及殺手                                                                                                  |
| 李慧初 | 花 奴  | 六藝居艷奴及殺手                                                                                                  |
| 張 韻  | 花 奴  | 六藝居艷奴及殺手                                                                                                  |
| 陳燕航 | 花 奴  | 六藝居艷奴及殺手                                                                                                  |

### 懸空派
| 演員   | 角色     | 暱稱/關係                              |
| 黃一飛 | 朱 皇    | 懸空派門人 凌湘之父 於29集後姚力行殺死 |
| 林文龍 | 姚力行   | 朱皇之養子 參見賢德山莊                |
| 區 嶽  | 紫逸老仙 | 和合二仙 於29集後姚力行殺死            |
| 孫季卿 | 漁翁老仙 | 和合二仙 於29集後姚力行殺死            |

### 無我島
| 演員   | 角色   | 暱稱/關係                                                         |
| 林尚武 | 姚康節 | 皇級神算 姚力行、姚子平之父 於24集被姚力行殺死                    |
| 梁小冰 | 姚子平 | 子平居士 相士 姚康節之女 姚力行之妹 暗戀駱風 凌湘、赫連勃勃之情敵 |
| 羅樂林 | 洪 震  | 武林高手 傳授武功于駱風 於19集被司馬縱橫殺死                      |
| 羅君左 | 老 余  | 於16集被司馬縱橫殺死                                              |
| 駿 雄  | 老 哈  | 於16集被司馬縱橫殺死                                              |
| 陳國權 | 老 大  | 於16集被司馬縱橫殺死                                              |
|        | 老 程  | 於16集被司馬縱橫殺死                                              |

### 醫仙
- 凌　漢 飾 華問世(於26集被姚力行殺死)
- 黎　宣 飾 華夫人(於26集後姚力行殺死)

### 武林人士
- 黃文標 飾 韓　辛
- 虞天偉 飾 武林人士/掌　門
- 何浩源 飾 武林人士
- 葉振聲 飾 武林人士
- 鄭君寧 飾 武林人士
- 鄧煜榮 飾 大麻子/武林人士
- 石　雲 飾 掌　門
- 王偉樑 飾 武林人士

### 其他人士
- 郭富城 飾 聶　雲(和駱風長的一樣於結局時和赫連勃勃交往)
- 溫雙燕 飾 老板娘
- 黎秀英 飾 咸菜婆
- 黃成想 飾 大隻廣
- 黃偉琳 飾 平　民
- 趙曉東 飾 小　童
- 朱威廉 飾 小　童
- 黃建峰 飾 平　民
- 千　秋 飾 平　民
- 鄭毅邦 飾 信　徒
- 陳劍輝 飾 漁民甲
- 雷小明 飾 漁民乙
- 莫燕嫦 飾 丫　環
- 王華盛 飾 雀　販
- 古巨基 飾 平　民